# Buchenblatt
Das Buchenblatt ist in der Heraldik eine gemeine Figur und wird als Einzelblatt oder als eine kleinere Menge im Wappen dargestellt.
Das Buchenblatt ist nur ein Teil der Pflanze, der neben dem Baum, dem Ast oder der Frucht Buchel als Wappenfigur verwendet wird.
Die mehr oder weniger gezackten Laubblättern der Rotbuche (Fagus sylvatica) können in allen heraldischen Farben im Wappen sein, Grün und Gold wird bevorzugt. Die Blätter werden mit oder ohne Stiel, gelegentlich auch durchbrochen im Schild oder Feld dargestellt. Als gestürzt wird die Figur blasoniert, wenn der Stiel nach dem Schildhaupt zeigt, anderenfalls ist das Blatt steigend. Mit ein paar Blattrippen sollten die natürlichen Buchenblättern angedeutet, aber bei der Wappenbeschreibung vernachlässigt werden.
Die Figur Buchenblatt kann mit anderen Wappenfiguren in einem Wappenfeld sein.

Mit sieben grünen Buchenblättern belegtes Bord im Wappen von Amt Selent/Schlesen
Vier goldene Buchenblätter Amt Bokhorst-Wankendorf
Drei goldene Buchenblätter 2:1 im Wappen von Boksee
Zwei aufrechtstehende goldene Buchenblätter Boostedt
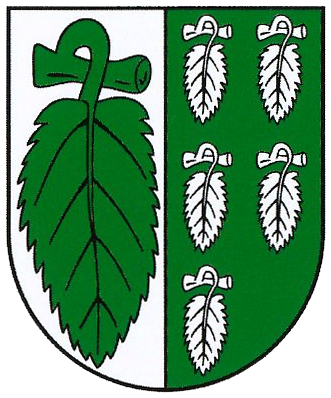
redendes Wappen von Bucha, vorn ein gestürztes grünes Buchenblatt aus einem querliegenden Zweig wachsend, hinten fünf gestürzte silberne Buchenblätter
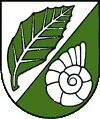
Wappen von Hemkenrode mit schräggestelltem Buchenblatt
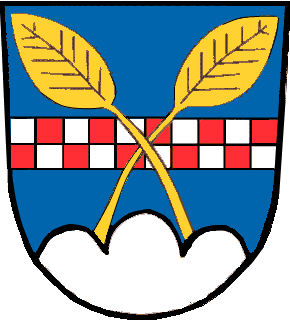
Puch (Fürstenfeldbruck) mit den Stielen schräggekreuzte goldene Buchenblätter
Zwei schräggekreuzte gestürzte Buchenblätter im Wappen von Schwindegg
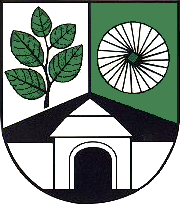
Kleinbartloff mit Buchenzweig und fünf Blättern
Ein silbernes Buchenblatt im Wappen von Markt Obersinn